# Mülheimer Verband Freikirchlich-Evangelischer Gemeinden
Der Mülheimer Verband Freikirchlich-Evangelischer Gemeinden (MV) ist eine Freikirche evangelikal-charismatischer Prägung. Die Mitgliedschaft in den Gemeinden des MV ist freiwillig. Voraussetzung dazu ist eine gelebte Glaubensbeziehung zu Jesus Christus und in der Regel die Glaubenstaufe.

## Selbstverständnis und theologische Überzeugungen
Der Verband versteht sich als eine evangelische Freikirche auf der Grundlage einer evangelikal-charismatischen Frömmigkeit bzw. Theologie und bietet als freikirchlicher Dachverband rechtlich selbständigen Ortsgemeinden und anderen Körperschaften ein Beziehungsnetzwerk und eine Dienstgemeinschaft an. Zudem wird die Zusammenarbeit mit anderen Kirchen, Freikirchen, kirchlichen Verbänden und Werken auf nationaler und internationaler Ebene gefördert. So unterhält der Verband Beziehungen zu Partnerkirchen in Indonesien (Gereja Gerakan Pentakosta) und Sambia (Christian Community Church).
Im Verständnis des MV ist Gemeinde Jesu die Gemeinschaft von Menschen, die durch den gemeinsamen Glauben an Jesus Christus miteinander verbunden sind. Die Gemeinden des MV betonen als freikirchliche Gemeinden die Freiwilligkeit in der Mitgliederpraxis sowie die Unabhängigkeit vom Staat. Durch Glaubenstaufe und Abendmahl wird das Heilsangebot Jesu ganzheitlich erfahrbar gemacht. Die Bibel ist die Grundlage für Glauben und Leben der einzelnen Glaubenden sowie der Gemeinde.
Die Bibel als Wort Gottes ist von Gottes Geist eingegeben, zuverlässig und höchste Autorität in allen Fragen des Glaubens und der Lebensführung. Der MV bekennt sich zu den theologischen Grundüberzeugungen, die in den drei großen Bekenntnissen der Christenheit (Apostolicum, Nicäno-Konstantinopolitanum, Athanasianum) formuliert sind. In der Entfaltung seiner Theologie orientiert sich der MV an den reformatorischen Grundeinsichten: allein die Schrift, allein die Gnade, allein der Glaube, Christus allein. Er teilt die theologischen Einsichten und praktischen Konsequenzen, wie sie in der Glaubensbasis der Deutschen Evangelischen Allianz und in der Lausanner Verpflichtung von 1974 formuliert wurden.

## Organisation und Aufgabenschwerpunkte
Der Verband ist als eingetragener Verein organisiert und wird von einem Vorstand geleitet, welcher der Mitgliederversammlung gegenüber rechenschaftspflichtig ist, die als Delegiertenversammlung aller Mitglieder das oberste Entscheidungsgremium des Vereins darstellt. Erster Vorsitzender des Vereins und damit gleichzeitig Präses des MV ist zurzeit Samuel Krauter, der im November 2020 Pastor Ekkehart Vetter in diesem Amt ablöste.
Dem Verband gehören 44 Gemeinden mit insgesamt 4662 Mitgliedern an (ohne Kinder und regelmäßig teilnehmende Nichtmitglieder (Stand: Dezember 2018)). Die meisten Mitglieder des Mülheimer Verbands sind ihrem Rechtsstatus nach eingetragene Vereine. Die Mitglieder sind innerhalb des Verbandes in ihren Ordnungen, Einrichtungen und Beschlüssen selbständig. Der zum Mülheimer Verband gehörenden Paulus-Gemeinde Bremen wurde im November 2015 die Rechtsstellung einer Körperschaft des öffentlichen Rechts (KdöR) verliehen. Der MV ist Veranstalter des Jugendfestivals MOVE, der Jugendmitarbeitertagung MIA und Mitarbeiterkonferenz ECHT!.
Die Leitung jeder Ortsgemeinde wird in der Regel durch einen berufenen Gemeindeleitungskreis (Ältestenkreis) ausgeübt. Die ordinierten Pastoren beziehungsweise Gemeindeleiter üben ihren Dienst in diesem Leitungskreis als primus inter pares aus. Die Finanzierung der Gehälter und des gemeindlichen Lebens geschieht über Spenden der Gemeindeglieder.
Neben dem Verein besteht eine 1913 gegründete GmbH. Sie übernimmt entsprechend ihrer ursprünglichen Aufgabe als Hilfswerk für den MV und die ihm angeschlossenen Gemeinden wichtige Unterstützungsaufgaben, wie z. B. Verlag, Zeitschrift, Veranstaltungen, Versorgung von Pastoren im Ruhestand und Immobilienverwaltung.

## Geschichte
Der Verband ist der älteste pfingstkirchliche Verband Deutschlands. Von 1938 bis 1998 nannte er sich "Christlicher Gemeinschaftsverband Mülheim a. d. Ruhr (CGV)". Zuvor existierte kein offizieller Name, nur die Bezeichnung „deutsche Pfingstbewegung“ oder „die Mülheimer“ als Ort der Erweckung 1905.
Er hat seine geschichtlichen Wurzeln in einer Erweckung, die im Jahr 1905 in Mülheim an der Ruhr begann und sich in anderen Regionen Deutschlands fortsetzte. Bereits im Vorfeld hatte es in Deutschland, ausgelöst durch die Erweckungsbewegung von Wales und unter dem Einfluss der Heiligungsbewegung seit Entstehung der Keswick-Bewegung, eine starke Erwartung für eine Erweckung und ein neues Pfingsten gegeben. Die führenden Männer der deutschen Gemeinschaftsbewegung waren durch diese Erwartungen geprägt. Einflussreich waren z. B. die Mülheimer Pfarrer Ernst Modersohn und Martin Girkon, der Evangelist und Gründer der Deutschen Zeltmission Jakob Vetter sowie Jonathan Paul. Die 1905 ausgebrochene Erweckung in Mülheim und Umgebung wurde daher als Parallele zu den Ereignissen in Wales gesehen, aber auch als ein neues Pfingsten gedeutet.
In Mülheim wurde als unmittelbare Folge des erwecklichen Aufbruchs 1905 die "Gemeinschaft Mülheim" gegründet, die wenige Jahre später zur Gründungsgemeinde der Pfingstbewegung in Deutschland und ab 1909 Gastgeberin der großen Mülheimer Konferenzen wurde. Heute heißt diese Gemeinde "Christus-Gemeinde Mülheim".
Kurz nach der Erweckung in Mülheim kam die Pfingstbewegung, die 1906 mit dem Azusa Street Revival in Los Angeles ihren Anfang genommen hatte, auch nach Europa und Deutschland und nahm Einfluss auf die Erweckung. Innerhalb der Gemeinschaftsbewegung kam es jedoch sehr bald zu einer unterschiedlichen Beurteilung der sich entwickelnden Heilig-Geist-Bewegung. Die anfängliche Hoffnung, mit den neuen Heilig-Geist-Erfahrungen einen Reformimpuls in die etablierten Kirchen zu geben, erfüllte sich somit nicht. In der Berliner Erklärung von 1909 verurteilten 56 führende Männer des Gnadauer Verbandes und der Evangelischen Allianz und verschiedener Freikirchen die Erscheinungen der Pfingstbewegung als „nicht von oben, sondern von unten“ und Jonathan Pauls Heiligungslehre vom „reinen Herzen“ als unbiblisch.
Personen und Gemeinschaften, die an der Pfingsterweckung festhielten, wurden in der Folge aus der Gemeinschaftsbewegung und der Evangelischen Allianz hinausgedrängt. Die Betroffenen schlossen sich 1913 unter Jonathan Paul zur Christlichen Kolportage-Gesellschaft mbH zusammen. Von 1938 bis 1998 war die offizielle Benennung Christlicher Gemeinschaftsverband Mülheim a. d. Ruhr (CGV). Der Name verdeutlichte die Nähe zur Gemeinschaftsbewegung. Die Organisationsform als GmbH wurde gewählt, da die Gründer nicht an eine endgültige Trennung von der Gemeinschaftsbewegung glaubten und daher keine Körperschaftsrechte anstrebten.
In den folgenden Jahrzehnten entwickelte sich der Mülheimer Gemeinschaftsverband zu einer gemäßigt pfingstkirchlichen Bewegung. Verstanden sich die Gemeinden des Verbandes in den ersten Jahrzehnten eher als Gemeinschaften mit enger Verbundenheit zu ihren landeskirchlichen Wurzeln, so entwickelten sie sich, lokal in durchaus unterschiedlicher Geschwindigkeit, immer mehr zu Gemeinden eines freikirchlichen Typus. Im Februar 1998 schließlich mündete dieser Prozess in der Verabschiedung eines neuen Selbstverständnisses und einer neuen Namensgebung: Mülheimer Verband Freikirchlich-Evangelischer Gemeinden.
Der MV war auch Herausgeber einer Übersetzung des Neuen Testaments. Die Mülheimer Ausgabe des NT erschien erstmals 1914. Die bisher letzte und 9. Auflage erschien 1988. Ein eigenes Liederbuch, der "Pfingstjubel", wurde erstmals 1909 herausgegeben. Die 8. Auflage mit mehr als 700 Liedern erschien 1975.
2009, 100 Jahre nach der Verabschiedung der Berliner Erklärung von 1909, verabschiedete der Mülheimer Verband und der Evangelische Gnadauer Gemeinschaftsverband eine gemeinsame Erklärung zur Berliner Erklärung. Darin heißt es: „Wir erkennen in der ‚Berliner Erklärung‘ wie auch in der Mülheimer Erwiderung ein ernsthaftes geistliches Ringen, in kritischer Zeit Schaden von der Gemeinde Jesu abzuwenden. Diese historischen Dokumente haben jedoch für das gegenwärtige Miteinander von Gnadauer und Mülheimer Verband keine Bedeutung. Wir wissen, dass in der jeweils anderen Bewegung der Geist Jesu Christi wirkt.“
Im April 2013 gab sich der Verband auf seiner Delegiertentagung in Bremen eine neue Rechtsform als eingetragener Verein.

## Ökumene
Auf verschiedenen Ebenen pflegt der Mülheimer Verband Beziehungen zu anderen Kirchen. Seit 1970 bestand eine Gastmitgliedschaft in der Arbeitsgemeinschaft Christlicher Kirchen in Deutschland (ACK), seit 2009 ist der Mülheimer Verband Vollmitglied der ACK. 1981 wurde der MV Gastmitglied und 1991 als erste Freikirche mit pfingstkirchlichen Wurzeln Vollmitglied in der Vereinigung Evangelischer Freikirchen (VEF).
Die frühere Zugehörigkeit zum Forum Freikirchlicher Pfingstgemeinden (FFP) wurde 2002 vom Mülheimer Verband beendet, einmal um keine Parallelstruktur zur Vereinigung Evangelischer Freikirchen zu fördern, aber auch, weil der Verband sich lehrmäßig nicht als klassische Pfingstkirche begreift.
Die Gemeinden des Mülheimer Verbandes sind der Deutschen Evangelischen Allianz (DEA) eng verbunden. MV-Präses Ekkehart Vetter gehört seit 2004 zum Hauptvorstand der DEA, war ab 2012 Zweiter Vorsitzender und ist seit Januar 2017 Erster Vorsitzender dieses bundesweiten Netzwerks evangelischer Christen.

## Ziele und Vision
2015 verabschiedete die Mitgliederversammlung die sogenannte DNA des Mülheimer Verbandes. Dieser Text wurde dem MV-Selbstverständnis hinzugefügt. Darin wird zur Berufung, der Vision, der Glaubenskultur und den Werten der Gläubigen Stellung genommen.

## Statistik
Lange lagen für den Mülheimer Verband keine genauen statistischen Zahlen vor. Die Zahl der Zugehörigen vor 1945 dürfte bei ca. 30.000 gelegen haben. Nach 1945 war der Verlust der starken Mitgliederverbände im Osten zu verkraften. Hinzu kam ein starker Schrumpfungsprozess in der Bundesrepublik in den ersten Nachkriegsjahrzehnten. Die statistische Entwicklung der Mitgliederzahlen (Personen ab 14 Jahren) seit 2006:
| Jahr       | 2006 | 2009 | 2012 | 2015 | 2018 |
| Mitglieder | 3425 | 3858 | 4374 | 4509 | 4662 |

## Ethische Positionen
In seinem Buch „Ethische Entscheidungen treffen – Orientierung in stürmischen Zeiten“ bezieht der Verband zu unterschiedlichsten ethischen Fragen Stellung (z. B. Schwarzarbeit und Sozialbetrug; unerfüllter Kinderwunsch; veränderte Begräbniskultur; Empfängnisverhütung).
Er vertritt in der Frage nach der Bewertung von Homosexualität eine theologisch konservative Position, nimmt aber wahr, dass Kirchen je nach hermeneutischem Vorverständnis hier unterschiedliche Bewertungen vertreten. Der Verband begründet seine Haltung mit Hinweisen darauf, dass Gott die Ehe zwischen Mann und Frau vorgesehen hat. Gleichgeschlechtlicher sexueller Umgang wird sowohl im Alten Testament mehrfach erwähnt und als „sündhaftes Verhalten“ beurteilt wie auch im Neuen Testament in Römer 1,26ff. Daraus folge, dass homosexuelle Partnerschaften der Ehe nicht gleichgestellt werden können.
Homosexuell Empfindende seien gern gesehene und geachtete Gäste. Wer nun zum Glauben findet und diese sexuelle Neigung jedoch nicht praktiziere, kann sich taufen lassen. Solchen steht eine Mitgliedschaft und Mitarbeit in den Gemeinden des MV offen.

## Veröffentlichungen
- Pfingstjubel (Liederheftchen), Verlag von Emil Humburg, Mülheim a. d. Ruhr, 1. Auflage 1909; 13. Auflage 2018 (Notenausgabe mit 707 Liedern), ISBN 978-3-923649-03-7.
- Mülheimer Ausgabe. Das Neue Testament in der Sprache der Gegenwart (Hrsg.: Jonathan Paul), Christliche Colportage GmbH, Mülheim a. d. Ruhr 2014; Missionsverlag des Missionsvereins, Mülheim a. d. Ruhr; Das Neue Testament – Mülheimer Ausgabe, Missionsverlag des Mülheimer Verbandes, Mülheim a. d. Ruhr, 9. Auflage neu durchgesehen 1988, ISBN 978-3-923649-01-3.
- Ekkehart Vetter: Jahrhundertbilanz – erweckungsfasziniert und durststreckenerprobt. Missionsverlag des Mülheimer Verbandes, Bremen 2009, ISBN 978-3-923649-30-3.

## Periodika
- Zeitschrift Gemeinde KONKRET. Erscheinungsweise: 2–3 Mal pro Jahr.